# هنری فیلد
هنری فیلد (به انگلیسی: Henry Field؛ ۱۵ دسامبر ۱۹۰۲ – ۴ ژانویهٔ ۱۹۸۶) انسان‌شناس و باستان‌شناس آمریکایی بود.
هنری فیلد در شیکاگو متولد شد. او از خویشاوندان نزدیک مارشال فیلد و باربور لثراپ بود. او در لسترشر انگلستان بزرگ شد و در کالج ایتن و دانشگاه آکسفورد تحصیل کرد.

## ترجمه به فارسی
از هنری فیلد آثار زیر به زبان فارسی ترجمه شده‌است:
- فیلد، هنری، مردم شناسی ایران، ترجمهٔ عبدالله فریار، تهران: انتشارات کتابخانهٔ ابن سینا، ۱۳۴۳.